# Patronkök

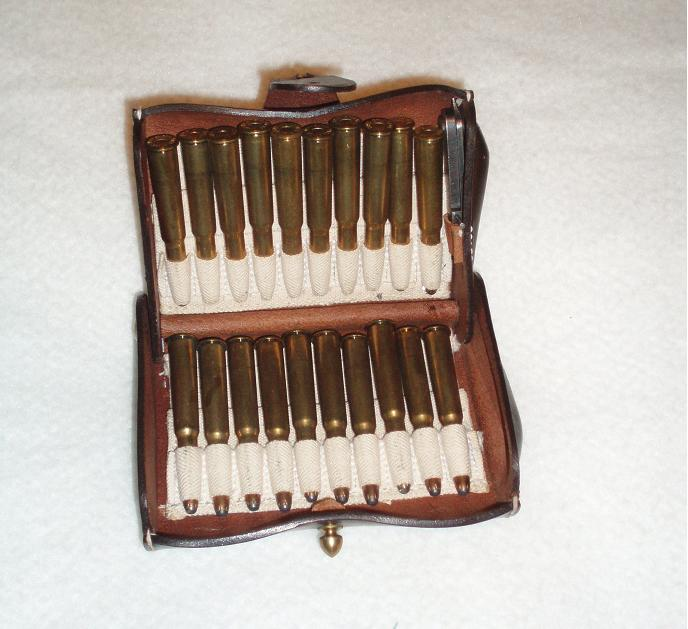
Amerikansk patronkök för .30-40 Krag ammunition till repetergevär Krag-Jørgensen.

Patronkök eller Patrontaska var en större väska, ofta av styvt läder, i vilken fotsoldater tidigare förvarade sina patroner, på den tiden dessa tillverkades av papper. När modernare enhetspatroner i mässing infördes i mitten av 1800-talet, ersattes patronköken av patronväskor, och därefter av patronbälten.